# Coppa Ardigò
La Coppa Ardigò est une course cycliste italienne disputée au mois d'avril à Pessina Cremonese, en Lombardie. Créée en 1963, cette épreuve est organisée par le Club Ciclistico Cremonese 1891. 
La course se déroule sur un circuit d'environ dix kilomètres à plusieurs tours. Son parcours entièrement plat ne comporte pas de difficultés majeures. 

## Palmarès
| Année     | Vainqueur             | Deuxième             | Troisième           |
| --------- | --------------------- | -------------------- | ------------------- |
| 1963      | Gianfranco Cavagnoli  |                      |                     |
| 1964      | Vittorio Mazzini      |                      |                     |
| 1965      | Marco Ognibene        |                      |                     |
| 1966      | Eurosio Viola         |                      |                     |
| 1967      | Pierluigi Priori      | Aldo Balasso         | Virginio Levati     |
| 1968      | Bruno Rusconi         |                      |                     |
| 1969      | Giampietro Mastaglio  |                      |                     |
| 1970      | Franco Avogradi       | Dante Signorini      | Marco Oggero        |
| 1971      | Danilo Cattaneo       |                      |                     |
| 1972      | Walter Muletti        |                      |                     |
| 1973      | Maurizio Bottarelli   | Giuseppe Maggi       | Donato Alghisi      |
| 1974      | Claudio Cresseri      | Tullio Pini          | Giuliano Trivella   |
| 1975      | Claudio Cali          |                      |                     |
| 1976      | Giuseppe Trentin      |                      |                     |
| 1977      | Maurizio Piovani      |                      |                     |
| 1978-1980 | ?                     |                      |                     |
| 1981      | Eusebio Lucini        | Giampiero Mancini    | Ivano Dusi          |
| 1982-1985 | ?                     |                      |                     |
| 1986      | Gianfranco Nicoli     | Giovanni Ziliani     | Claudio Lucchese    |
| 1987      | Piercarlo Lucchini    | Marco Allegretti     | Aldo Colombo        |
| 1988      | ?                     |                      |                     |
| 1989      | Graziano Guerra       |                      |                     |
| 1990      | Vittorio Tagliani     | Fausto Tomasoni      | Angelo Fervari      |
| 1991      | Gianbattista Inzoli   | Valerio Montin       | Giancarlo Raimondi  |
| 1992      | Fabio Cattenone       | Gianbernardino Picco | Fabio Novellini     |
| 1993      | Alessandro Dancelli   | Riccardo Ferrari     | Paolo Toffalori     |
| 1994      | Daniele Trento        | Marco Rigamonti      | Michele Palmieri    |
| 1995      | Cristian Lanconcelli  | Corrado Serina (it)  | Armin Boschetto     |
| 1996      | Marco Saleri          | Mirko Redaelli       | Davide Invernizzi   |
| 1997      | Marco Pinotti         | Angelo Furlan        | Cristian Gaiga      |
| 1998      | Alessandro Brendolin  | Stefano Fontana      | Alessandro Bertuola |
| 1999      | Siro Camponogara      | Raffaele Guizzetti   | Dmitriev            |
| 2000      | Giairo Ermeti         | Mario Cancellieri    | Marco Gelain        |
| 2001      | Stefano Bonini        | Daniele Callegarin   | Davide Tortella     |
| 2002      | Fabio Lovato          | Bruno Rizzi          | Jeffrey Modena      |
| 2003      | Mauro Ronzani         | Denis Moro           | Michele Milan       |
| 2004      | Marco Bandiera        | Giovanni Carini      | Bernardo Riccio     |
| 2005      | Enrico Montanari      | Michele Merlo        | Marco Depetris      |
| 2006      | Daniel Oss            | Michele Merlo        | Gianpolo Biolo      |
| 2007      | Fabio Casotto         | Andrea Menapace      | Michele Nodari      |
| 2008      | Andrea Palini         | Simone Pasolini      | Daniele Ferraresso  |
| 2009      | Adrián Richeze        | Matteo Pelucchi      | Marino Pavan        |
| 2010      | Omar Bertazzo         | Mirko Castelli       | Riccardo Biasio     |
| 2011      | Alberto Nardin        | Liam Bertazzo        | Denis Shaymanov     |
| 2012      | Christian Grazian     | Ignazio Moser        | Michele Scartezzini |
| 2013      | Rino Gasparrini       | Nicolas Marini       | Andrea Dal Col      |
| 2014      | Nicola Rossi          | Francesco Castegnaro | Davide Ballerini    |
| 2015      | Daniel Pearson        | Andrea Bravin        | Giacomo Zilio       |
| 2016      | Attilio Viviani       | Federico Sartor      | Mattia Baldo        |
| 2017      | Filippo Ferronato     | Daniele Cazzola      | Moreno Marchetti    |
| 2018      | Rasmus Byriel Iversen | Giovanni Lonardi     | Stefano Lira        |
| 2019      | Cristian Rocchetta    | Francesco Di Felice  | Davide Boscaro      |
| 2020-2022 | Pas organisé          |                      |                     |
| 2023      | Kyrylo Tsarenko       | Tommaso Nencini      | Tommaso Rigatti     |
| 2024      | Francesco Della Lunga | Francesco Di Felice  | Tommaso Rigatti     |
| 2025      | Davide Boscaro        | Serhii Sydor         | Andrea Stefanelli   |